# 香港樫木
香港樫木（学名：Dysoxylum hongkongense），又名紅果椌木，为楝科樫木属下的一种常綠喬木，具一回羽狀複葉，小葉倒卵，圓錐花序，結蒴果。

## 扩展阅读
- 維基物種上的相關：香港樫木